# بيت الشامي (السدة)

تعديل مصدري - تعديل

بيت الشامي هي إحدى قرى عزلة الأعماس بمديرية السدة التابعة لمحافظة إب، بلغ تعداد سكانها 531 نسمة حسب تعداد اليمن لعام 2004.